# Црква брвнара у Барошевцу
Црква брвнара у Барошевцу, насељеном месту на територији Градске општине Лазаревац, подигнута је 2004. године и припада Епархији шумадијској Српске православне цркве.
Првобитна црква брвнара у Барошевцу саграђена је 1817. године и била је посвећена Преносу моштију Светог оца Николаја. Изградњом нове зидане цркве, брвнара је пренета у Даросаву, где се и данас налази.
Садашња црква подигнута је на старом сеоском гробљу.
Постоји и Црква Покрова Пресвете Богородице у Барошевцу.